# Marins Camargo
Marins Alves de Camargo, mais conhecido como Marins Camargo (Guarapuava, 22 de fevereiro de 1882 — Curitiba, 12 de abril de 1962), foi um advogado, professor e político brasileiro.
Foi senador do Paraná entre 1928 e 1930.